# Onzaga
Onzaga es un municipio ubicado al sur del departamento de Santander, Colombia y forma parte de la provincia de Guanentá.

## Límites
Territorialmente limita 
- Por el norte con Molagavita,
- Por el este y el sur con el departamento de Boyacá con los municipios

de Covarachía, Susacón, Tipacoque, Soatá, y Tutasá.
- Y por el Oeste con Coromoro y San Joaquín.

## Etimología
Su nombre deriva del cacique Hunzaá, legendario señor de las tierras que anteriormente ocupaba la población.

## Datos básicos
- Coordenadas: 6° 20’ 50¨ de latitud norte y 72° 49’ 14¨ longitud oeste.
- Extensión total: 486,76 km²
- Extensión área urbana: 0,42 km²
- Extensión área rural: 486,34 km²
- Altitud:: 1.953 Metros sobre el nivel del mar.
- Temperatura media: 17.5 °C
- Distancia de referencia: 177 km a Bucaramanga (Capital departamental).

## Distribución veredal y por sectores
| Vereda      | Sector            |
| ----------- | ----------------- |
| Uval        | Uval              |
| Susa        | Susa              |
| Hato        | Sianoga           |
| Tinavita    | Tinavita          |
| Tinavita    | Tombita           |
| Ramal       | Ramal             |
| Tierra Azul | Tierra Azul       |
| Mompa       | Mompa Izquierda   |
| Mompa       | Santafé           |
| Mompa       | San Luis          |
| Mompa       | La Esperanza      |
| Yariguies   | Santa Inés        |
| Yariguies   | El Peñón          |
| Caguanoque  | Padua             |
| Caguanoque  | Santa Rosalía     |
| Caguanoque  | El Rincón         |
| Caguanoque  | Loma Grande       |
| Caguanoque  | Amarillales       |
| Caguanoque  | Los Pinos         |
| Caguanoque  | Guayabal          |
| Caguanoque  | La Meza           |
| Macanal     | El Carmen         |
| Macanal     | Siotes            |
| Macanal     | Altamira          |
| Macanal     | Callejones        |
| Vegas       | Vegas de Padua    |
| Vegas       | Sabaneta          |
| Vegas       | Llanadas          |
| Vegas       | Loma de Padua     |
| Cortaderas  | Cortaderas Centro |
| Cortaderas  | Cortaderas Bajo   |
| Cortaderas  | Boquerón          |
| Cortaderas  | Santa Cruz        |
| Siachía     | Siachía           |
| Chaguacá    | Chaguacá          |
| Chaguacá    | Ganivita          |

## Economía local
Onzaga es una población que basa la mayor parte de su economía en el trabajo del fique, el maíz, la panela, la ganadería y el queso (muy apreciado en el departamento y en la capital del país).
La participación de las actividades económicas del área urbana, está basada en el renglón del comercio de víveres, tejidos, zapatos, licores entre otros; el renglón de los servicios se manifiesta a través del componente financiero, la administración pública, la educación y las telecomunicaciones, en el ámbito artesanal la transformación de lácteos en la fabricación de quesos de hoja y en la explotación pecuaria de porcinos.
El Municipio, dedica en la actualidad un 3,64% (1.773 ha) de sus tierras a los cultivos agrícolas, destacándose el fique, maíz, la caña panelera, el frijol, la yuca, el café y los frutales como sus principales cultivos; en el sector pecuario, la ocupación del territorio alcanza el 30,83% (15.011,45 ha) y las especies más representativas corresponden al ganado bovino de doble propósito (leche y carne), la avicultura (huevos), la cría y engorde de cerdos, la piscicultura como actividad emergente, los caprinos y la tenencia de equinos con propósitos de carga o transporte de productos agrícolas y ayuda para las actividades productivas.
Las demás áreas de sector rural del municipio, están representadas por vegetación natural como rastrojos con 10.642,39 hectáreas equivalentes al 21,86%; bosque con 15.241,2 hectáreas equivalentes al 31,31%; vegetación de páramo con 5.611,8 hectáreas equivalentes a un 11,52% y vegetación xerofítica y tierras eriales con 396,46 hectáreas, equivalentes a 0,81% del territorio. 
En el perfil de las diferentes actividades y la población ocupada, según rama de actividad; resalta la agricultura con el 52,14% y la ganadería con el 37,97% como las principales actividades que soportan la base económica del municipio, empleando así mismo la mayor cantidad de población económicamente activa en su desarrollo.

## Patrimonio histórico
Su majestuosa iglesia, templo de la parroquia Inmaculada Concepción. Alberga además una imagen de la crucifixión que data de la época colonial, llamada Señor de los Milagros de Onzaga; denominada así por ser este el patrono de la población y por atribuírsele según la fe local numerosos milagros a sus creyentes.

## Ecología
Onzaga cuenta con una gran zona de bosques ubicada en la zona andina y altoandina con estrecho contacto con el subpáramo constituyéndose un ecotono, de características ambientales amplias, lo que permite una alta variedad de especies. Sin mbargo, dado que es un ambiente frágil en la medida que es fácilmente alterable, tanto por extracción de la flora, como por transformación, afectando su composición florística, haciendo que algunas especies especialmente de mamíferos silvestres cambien también en su composición y diversidad.
Los ecosistemas son ricos por la presencia de un amplio número de especies. Dentro de la diversidad de mamíferos, predominan especies de porte pequeño o mediano, algunos de ellos corresponden a: Fara, Comadreja y Zorro. Los grandes mamíferos no fueron reportados en el municipio solamente se reporta venado soche (Mazana rufina) de vital importancia, el cual amerita un estudio a fondo para determinar su población y el estado de conservación de la especie. Adicionalmente la parte que limita con el municipio de Coromoro, sector de influencia de la reserva natural de Virolin, hace parte del cordón o corredor biológico de bosque altoandino, subpáramo y páramo, por lo tanto, se debería conservar como refugio de flora y fauna silvestre.
Es importante resaltar la notoria disminución en cantidad de individuos por especie, debido a la caza indiscriminada de todas las especies que habitan la zona. 
Con respecto a las aves, la parte alta del municipio pertenece a la zona de vida Páramo, subpáramo y Altoandina, siendo este último el límite superior de los bosques andinos, su vegetación es achaparrada y concluye en un ecotono de páramo, estos ecosistemas presentan una variedad de comunidades biológicas diferentes. Las aves son la clase donde se reporta una cantidad mayor de especies e individuos observados, las encontramos distribuidas por todas las formaciones vegetales que conforman el municipio.
Es importante mencionar el loro Pyrrura calliptera, encontrado por Avellaneda et.al. en las partes altas (El Picacho) el cual seguramente también habita en zonas propias del municipio, que tiene uno de sus últimos hábitat en los bosques andinos y altoandinos de Santander; los búhos (Glaucidium sp.), los colibríes (Aglaiocercus, Metallura) y los tucanes o “carracos" (Aulacorhynchus), de los que puede haber más de una especie, cuya presencia indica la de ciertas áreas en aceptable estado de conservación que les sirven de nicho ecológico, especialmente entre los 2.000 y 3.000 m s. n. m.
Entre las especies reportadas por los habitantes de la zona como especies comunes encontramos: Guañuz (crotophaga ani), siote (Turdus serranus), toche (Icterus chrysater), azulejo (Thraupis episcopus), chirlobirlo (Sturnella magna) y el copetón (Zonotrichia capensis). Adaptados fácilmente a la intervención antrópica colonizando grandes espacios.
Con respecto a los anfibios la mayoría son una clase limitada a la interacción directa o indirecta de las fuentes hídricas y demás fuentes de agua, jugando un papel primordial en el control de insectos o como presa para algunos depredadores los cuales constituyen una pieza clave en la red trófica.
De los anfibios observados es importante resaltar la presencia de la especie Bufo marinus comúnmente conocido como sapo el cual fue reportado por los pobladores para toda la subcuenca entre los 1.000 y 2.000 m s. n. m. especialmente en la Macanal y Caguanoque, hasta aproximadamente los 2.000 m s. n. m. algunos pobladores afirman que esta especie ha disminuido notablemente debido a la utilización de herbicidas y químicos en las áreas de cultivo, esta especie es de interés faunístico y muy beneficiosa para el hombre por la gran cantidad de insectos que destruye. Aunque muchas personas reconocen el gran valor de estos animales y los protegen, la inmensa mayoría los consideran “asquerosos”. 
Para intentar modificar esta percepción deberíamos recordar que la belleza y la fealdad, el aprecio y desprecio, el miedo o el asco se aprenden.
La mayor parte de los reptiles especialmente los lagartos no pueden vivir en las partes altas del municipio ya que no poseen un mecanismo regulador de temperatura prefiriendo las partes bajas que le proporcionen una temperatura óptima para su metabolismo, la vereda Caguanoque, la cual posee zonas por debajo de los 1.000 m s. n. m., siendo hábitat específicos para gran parte de esta clase; la mayor parte de los saurios encontrados son de porte pequeño del género Gonatodes, Hemidactylus, los iguánidos de las especies (Iguana, Anolis), son comunes para estas franjas.

## Historia
Vida Prehispánica:
Son pocos los datos existentes sobre la historia de los indígenas que poblaron las antiguas tierras de Onzaga. Relatos que por tradición oral han llegado hasta hoy, establecen que la palabra Onzaga se deriva de un cacique llamado Hunzaa, de cuyo término los españoles derivaron el nombre de Onzaga.
Antes de la conquista, al cacique de Onzaga le tributaban, por lo menos veinticuatro capitanes mantas y comida. A su vez, el y sus indios estaban sujetos a Tundama, el gran cacique de Duitama, y ofrecían mantas, yucas, batatas, etc.
Los aborígenes eran gente sedentaria, con gran sentido de espiritualidad y dedicados a la elaboración de mantas de lana, a la agricultura, la caza y la pesca. Manejaban muy bien el sistema de riego, hecho que les permitió obtener abundantes y muy ricas cosechas. Gracias a la influencia de la cultura Guane, lograron obtener un alto grado de desarrollo en las áreas técnicas y sociales.
Según los cronistas Fray Pedro Simón, Otero y Juan de Castellanos, los Guanes en esta región se ubicaban dentro de los siguientes límites: al Norte del río de oro, la mesa de Juan Rodríguez y el río Guaca; al oriente del río Guaca, río Chicamocha y el río Onzaga; al sur del río Lenguaruco y el río Saravita o Suárez; al occidente del río Suárez, cordillera de los Yarigüíes y del río Sogamoso.
En cuanto a la ubicación del pueblo Onzagueño, la tradición oral afirma que este se estableció primero en Susa, de donde se trasladó hasta su actual ubicación (ver mapa: Ubicación Casco Urbano).
Poblamiento de Onzaga: Por datos obtenidos en el archivo parroquial y en el archivo histórico nacional, se sabe que a partir de la colonia a Onzaga llegaron pobladores de Mogotes, Soatá, Tutasá, Sativa, Susacón, Cocuy y San Juan de los Llanos, entre otros (ver mapa: Migraciones a Onzaga). Es muy posible que la gran fertilidad de sus terrenos, en aquella época, motivara a los pueblos vecinos para trasladarse a estas tierras.
Por otra parte, con la colonización española, la reducción de la población indígena se generalizó y el traslado de grupos humanos se efectuó de manera masiva y por orden de la real corona.

## Fundación
Al comparar los datos del archivo departamental con los obtenidos en los archivos municipales, se advierten ciertas inconsistencias porque aparecen diferentes fechas así: En el archivo departamental figura la creación del municipio en el año de 1602 pero no se encontró la ordenanza correspondiente. En el libro primero, de la notaría de Onzaga, se hace efectivo un negocio entre los señores Ascensión López y Juan Antonio Caballero y para tal efecto, el alcalde Marcelino López y el tesorero Rafael Eslava expidieron un certificado de insolvencia. El negocio se efectuó el 14 de enero de 1875, lo cual indica que ya funcionaba la alcaldía.

## Símbolos
Escudo:

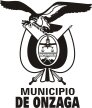
Escudo

Presenta la O, primera letra del nombre del municipio. Dentro de ella, cuatro cerros que enmarcan la población; un puente antiguo en arco, signo del gran legado colonial; una fuente que indica la abundancia en aguas; la balanza, símbolo de la justicia, sostenida por el signo de la fraternidad para indicar la universalidad del pueblo; una torre del templo parroquial, dada la religiosidad de su gente; una planta de fique, en representación de lo que fuera la principal actividad económica de la población durante la mayoría de su historia; en actitud de llegada, un águila, ave nativa de las breñas, con una rama de café, una espiga de trigo y una mazorca de cacao para indicar la variedad agrícola y de climas; dos lanzas como símbolo de coraje los antepasados onzagueños.
Bandera:

Bandera de Onzaga

Está conformada por dos franjas horizontales de iguales dimensiones, una verde y la otra amarilla. El verde simboliza el esfuerzo tesonero de los primeros habitantes quienes, sin temor alguno, escalaron montañas, descendieron a los llanos y luego se inclinaron hacia el surco para trabajar así una patria chica llena de grandes anhelos. También representa el dinamismo y la esperanza de las nuevas generaciones.
El color amarillo simboliza la riqueza y la luz del sol que continúa brillando, desde la cima de la montaña más alta hasta lo más recónditos lugares de este amable terruño.
Himno:
Himno oficial del municipio de Onzaga
| Letra y Música: Don Juan de la Cruz Cáceres Amaya Coro: Sois vestigio de paz y de gloria un jirón de la patria querida donde en lides, heroicas vidas se ofrendaron por la libertad. |  | I Lucharon por sus tierras valientes cual centauros y ofrendaron su vida a cambio de libertad. a sus hijos legaron sus glorias en penachos ya sus tierras cenizas de recuerdo inmortal. IV Sus campos son testigos e historia El Boquerón del susurrar ramajes y gemir de oquedad cuando al gran charaleño sin fuerza ni escuadrón le hicieron prisionero con sádica impiedad. |  | II Cruzáronse las razas de guanes y españoles e indómitos mestizos crecieron al fragor do nunca se arredraron al trueno de cañones porque su lema fue ¡Luchar y dar Honor! V Después, la ansiada calma sintiose entre sus lauros florecieron los mirtos y el surco germinó los maduros trigales ondularon sus campos quienes por amor patrio con sangre se regó. |  | III Vibraron en sus pechos las notas más sublimes impregnando sus breñas ecos de libertad y las rústicas armas empuñaron cerriles con pujanza y denuedo y constante lealtad. VI Juventudes ardientes ceñid las aureolas de sus metas de triunfo de su dechado luz. imiten sus pasados que les legaron glorias y denle a su futuro calor y rectitud. |  |  |